# 가야차량사업소
가야차량사업소(伽倻車輛事業所)는 부산광역시 부산진구 당감동에 있는 동해선의 철도차량사업소로 가야역 구내에 있다. 부산철도차량정비단에서 관리하고 있다.
디젤전기기관차와 전기기관차의 경정비 업무를 수행하고 있다.